# HDMS Sælen (S323)
L'HDMS Sælen (S323) (o KDM Sælen ) è uno dei tre piccoli sottomarini costieri di classe U-207 che hanno prestato servizio nella Marina militare danese come classe Tumleren.

## Storia
Fu costruito nel 1965 come sommergibile di classe Type 207 dal cantiere Rheinstahl-Nordseewerke di Emden in Germania per la Marina militare norvegese dove servì per 25 anni come HNoMS Uthaug prima di essere acquistato dalla Danimarca nel 1990 e ribattezzato Sælen. 
Il suo nominativo internazionale era OUCJ. 
Il 4 dicembre 1990, il Sælen affondò nel Kattegat al largo di Hesselø mentre veniva rimorchiato da Copenaghen ad Aarhus. 
Il 17 dicembre dello stesso anno fu sollevato dalla gru galleggiante tedesca Roland e portato ad Aarhus per la riparazione. 
Il 10 agosto 1993 fu rilasciata l'approvazione per l'immersione e il sommergibile fu rimesso in servizio. 
IlSælen ha prestato servizio nell'invasione dell'Iraq del 2003 dal maggio 2002 al giugno 2003. 
Per accelerare il ritorno al suo porto di Frederikshavn dopo 385 giorni di dispiegamento nel Mar Mediterraneo e nel Golfo Persico, fu trasportato a bordo della nave pesante Grietje.

## Nave museo

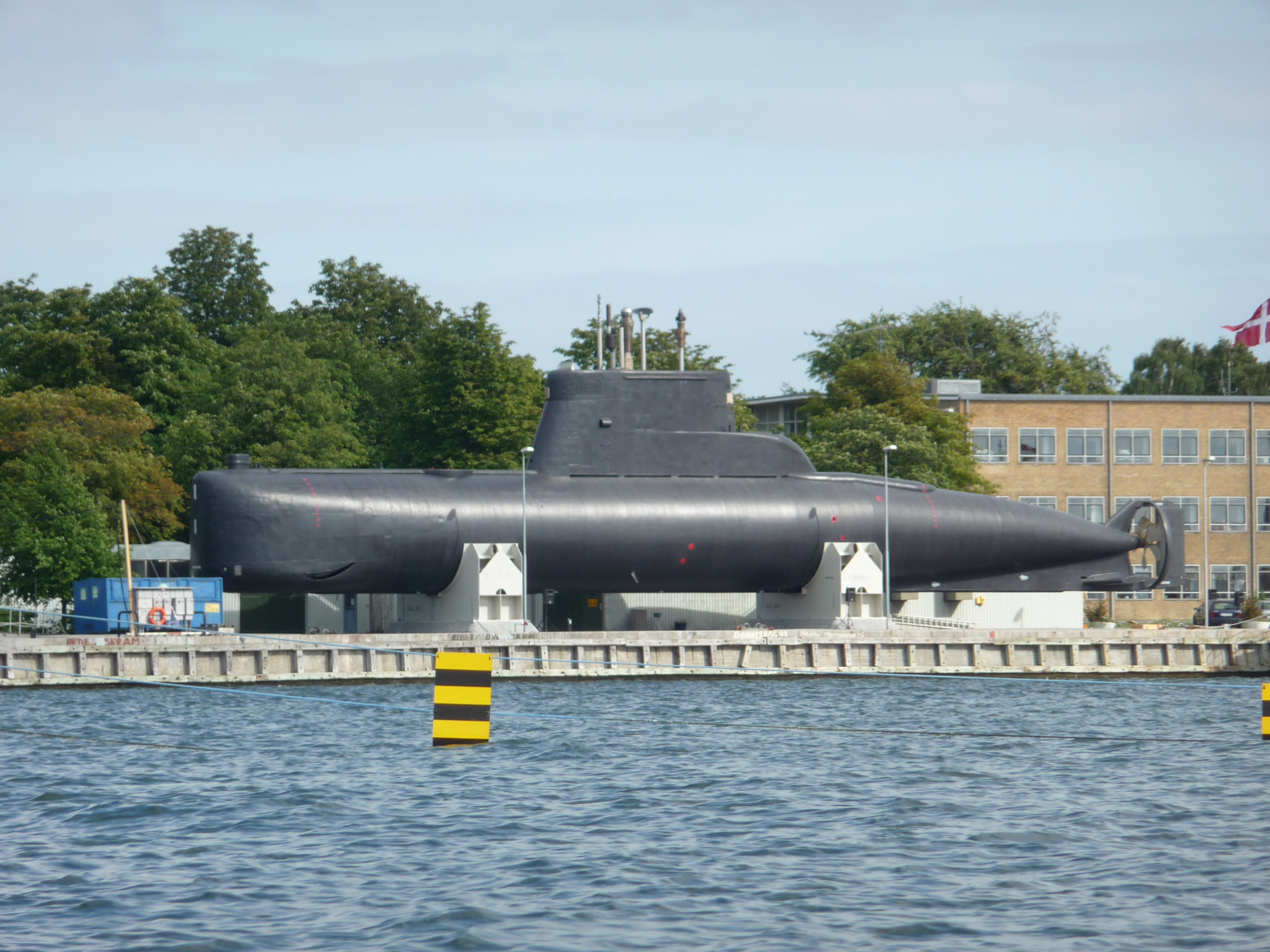
Il Sælen a Holmen, Copenaghen

Dopo il suo ritorno dal Golfo Persico, il Sælen fu dismesso e consegnato al Museo navale reale danese. 
Il Sælen è ora in secca presso il vecchio quartier generale della marina a Holmen nel centro di Copenaghen dove è aperto ai visitatori.

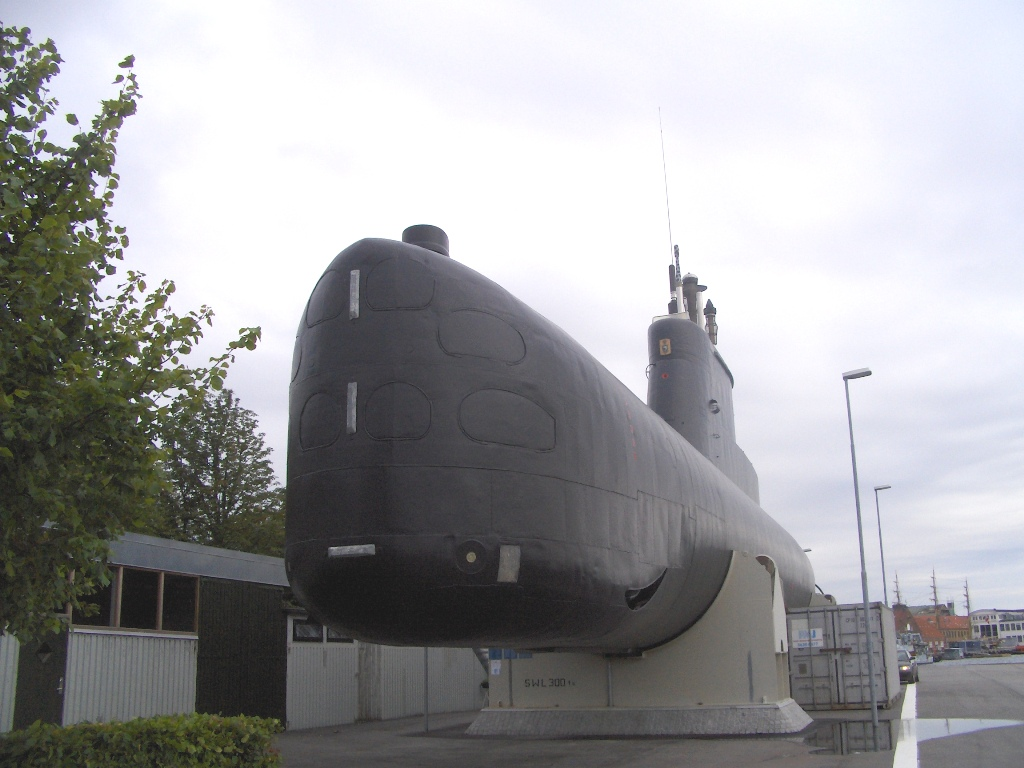
Il Sælen sull’isola di Holmen, Copenaghen